# Francis Burt (amerykański gubernator)
Francis Burt (ur. 13 stycznia 1807, zm. 18 października 1854) – pierwszy gubernator Terytorium Nebraski. Należał do Partii Demokratycznej.

## Życiorys
Urodził się w Pendleton w hrabstwie Anderson stanu Karolina Południowa. W latach 1832–1844 należał do parlamentu rodzinnego stanu. W 1844 r. został jego skarbnikiem. W 1852 r. uczestniczył w pracach nad stanową konstytucją.
Prezydent Franklin Pierce zaproponował stanowisko gubernatora Terytorium Nebraski Williamowi Orlando Butlerowi, lecz ten odmówił. Tymczasem Burt miał fotel trzeciego księgowego Departamentu Skarbu Stanów Zjednoczonych i przyjął nowe obowiązki.
Podczas żmudnej podróży z Karoliny Południowej do Nebraski zachorował. Był tak słaby, że po przybyciu do Bellevue, natychmiast położył się do łóżka. Zaprzysiężenie odbyło się 16 października 1854 r. Zmarł dwa dni później, około godziny 3:30 w Presbyterian House Mission, będąc w pełni władz umysłowych i otoczeniu przyjaciół. Zostawił żonę, cztery córki i dwóch synów.
Śmierć przyczyniła się do sporu o to, które miasto ma zostać stolicą. Najpoważniejszymi kandydatami było Omaha i Bellevue. Gubernator Thomas B. Cuming zdecydował o Omaha.
Mimo krótkiej kadencji, na jego cześć nazwano hrabstwo Burt w stanie Nebraska.